# Siegfried Horn
Siegfried Herbert Horn, né le 17 mars 1908 et mort le 28 novembre 1993, est un archéologue et un érudit allemand adventiste. Il est connu pour ses nombreux livres et articles et ses fouilles archéologiques à Tell Hesban en Jordanie. Il fut professeur d'archéologie et de l'histoire de l'Antiquité au Séminaire adventiste du septième jour de théologie de l'université Andrews à Berrien Springs dans le Michigan. Le musée d'archéologie Siegfried H. Horn à l'université Andrews fut nommé en son honneur. 
Un érudit aux capacités et aux centres d'intérêt très variés, Siegfried Horn fit des contributions significatives à la recherche, notamment sur la chronologie et l'archéologie de l'ancien Moyen-Orient. Selon un sondage réalisé en 1985 parmi les professeurs adventistes nord-américains, il fut le septième auteur qui les influença le plus. Avec son collègue, Edwin Thiele, il fut le plus grand archéologue adventiste de sa génération. 

## Biographie
Siegfried Horn naquit le 17 mars 1908 d'Albin et de Klara Horn à Wurzen, en Saxe en Allemagne. Son père fut l'un des premiers aviateurs de l'histoire de l'aviation, formé comme pilote par le Français Louis Blériot. De 1930 à 1940, Horn fut pasteur adventiste aux Pays-Bas, puis missionnaire aux Antilles néerlandaises.
Parce qu'il était allemand, pendant six années et demie, Horn fut un prisonnier de guerre durant la Seconde Guerre mondiale de 1940 à 1946 des hollandais en Indonésie puis des britanniques en Inde. Ayant la permission de lire des livres, il utilisa son temps en enseignant aux prisonniers et en développant sa connaissance du grec koiné et de l'hébreu biblique. 
Après sa libération, Horn émigra aux États-Unis pour achever son instruction académique. Il obtint en 1947 une licence à Walla Walla College (aujourd'hui l'université de Walla Walla), à Walla Walla dans l'État de Washington, puis en 1948 une maîtrise au Séminaire adventiste de théologie à Washington, la capitale fédérale. En 1951, il décrocha un doctorat en égyptologie à l'institut oriental de l'université de Chicago. Il étudia aussi brièvement sous la direction de l'archéologue William F. Albright à l'université Johns-Hopkins. Les évidences archéologiques sur la véracité des informations historiques de la Bible l'impressionnèrent. L'archéologue et assyriologue Donald Wiseman (en), un directeur du British Museum rapporta que plus de 25 000 sites archéologiques confirment les écrits de l'Ancien Testament.

### Fondateur

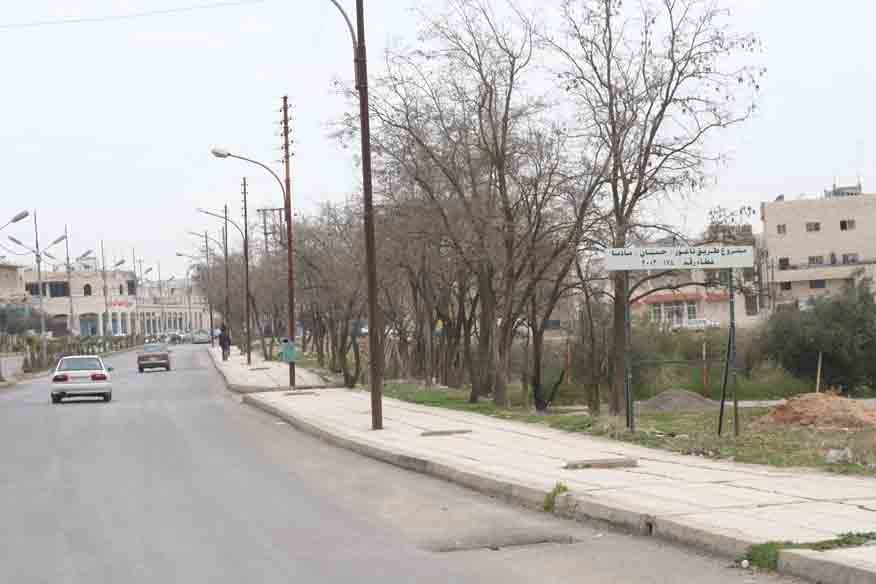
Ville de Madaba en Jordanie

Horn enseigna au Séminaire adventiste de théologie, à Washington puis à l'université Andrews dans le Michigan de 1951 à 1976. Il fut l'initiateur de plusieurs projets importants : 
- Il commença les fouilles de plusieurs sites archéologiques, notamment de Tell Hesban, en Jordanie, appelé Hésebon durant l'Exode (Deutéronome 2:24, Nombres 21:26). Par la suite, ces fouilles firent partie du projet plus vaste des fouilles des plaines de Madaba à Hesban, Umayri à 20 km d'Amman et à Jalul à 5 km de Madaba[5].
- Au début des années 1960, il effectua aussi des fouilles à Tell Balatah, la ville de Sichem dans la Bible[6].
- En 1963, il fonda la revue semestrielle, Andrews University Seminary Studies, qui publie les recherches des professeurs du Séminaire adventiste de théologie de l'université Andrews, de chercheurs adventistes du monde entier ou d'autres confessions religieuses[7].
- En 1970, il fonda un musée d'archéologie qui porte son nom aujourd'hui, le Siegfried H. Horn Museum à l'université Andrews, possédant une collection de 8 500 objets[8].

### Auteur
Siegfried Horn fut un auteur prolifique. Sa profonde connaissance de la littérature sur l'archéologie et l'histoire de l'ancien Moyen-Orient était reconnue des archéologues, incluant William F. Albright. Il écrivit environ 800 articles et plusieurs ouvrages, dont : 
- Recent Discoveries confirm the Bible (1954).
- Light from the Dust Heaps (1955).
- The Spade Confirms the Book (1957).
- Records of the Past Illuminate the Bible (1975).

Avec d'autres chercheurs adventistes, Horn participa à la publication de plusieurs ouvrages collectifs : 
- Il contribua à la rédaction des sept volumes du Seventh-day Adventist Bible Commentary, le Commentaire adventiste de la Bible (1953-1957). Il y écrivit le plus grand nombre d'articles (les articles d'introduction sur l'histoire et l'archéologie) et il améliora de nombreux autres.
- Il écrivit aussi de nombreux articles pour le Seventh-day Adventist Bible Dictionnary, le Dictionnaire adventiste de la Bible (1960).

Horn mourut à Saint Helena, en Californie, à l'âge de 85 ans. 

## Recherche sur les papyri d'Éléphantine
Siegfried Horn s'intéressa de près à certaines découvertes archéologiques. Il fit notamment une recherche sur les papyri d'Éléphantine en Haute-Égypte. En 1893, Charles Wilbour, un homme d'affaires et un collectionneur d'antiquités égyptiennes, acheta neuf rouleaux entiers de papyrus et quelques fragments à trois Égyptiennes sur une île appelée Yeb par les anciens Égyptiens et Éléphantine par les Grecs. En les montrant au professeur Archibald Sayce, il apprit qu'ils étaient écrits en araméen, la langue officielle de l'Empire perse. Il les rangea dans une malle mais quatre ans plus tard, il mourut à Paris avant de rentrer aux États-Unis. Peu après la malle fut ramenée à New York et déposée dans un hangar, où elle resta, sans avoir été ouverte, jusqu'à la mort en 1947 de Theodora, la fille de Wilbour. À ce moment-là, le Brooklyn Museum prit possession de la malle. 
Quand on déroula finalement les papyri, ils apportèrent des informations sur une communauté juive en Égypte à l'époque d'Esdras et de Néhémie. Cette communauté d'Éléphantine était connue depuis quelques décennies des archéologues. En effet, en 1898 la bibliothèque de Strasbourg acheta à un antiquaire de Louxor un autre papyrus. Le professeur Sayce obtint un autre rouleau à Éléphantine même. En 1904, Lady William Cecil acheta trois rouleaux à Assouan et Sir Robert Mond se procura cinq autres. Grâce à ces documents, les archéologues apprirent que durant la XXVIe dynastie (-663/-525), les juifs émigrant de la Palestine en Égypte avaient été forcés de résider sur l'île d'Éléphantine comme mercenaires afin de défendre la frontière sud de l'Égypte.

### Calendrier juif post-exilique
En 1953, Emil Kraeling (en) publia pour la première fois le contenu des papyri achetés par Charles Wilbour. Ces papyri apportèrent de nouveaux détails qui intéressèrent les chronologistes bibliques, en particulier sur le calendrier utilisé par les juifs post-exiliques. Elles fournirent une information précise sur ce point :
1. Les juifs post-exiliques utilisaient un calendrier religieux qui commençait au printemps. Les mois de ce calendrier étaient aussi numérotés de 1 à 12.
2. Les juifs avaient aussi un calendrier civil qui commençait en automne. Le jour du nouvel an était le 1er jour du septième mois, au mois de Tichri. Aussi, le dernier mois du calendrier civil, le mois d'Eloul (le sixième mois du calendrier religieux), tombait au milieu de l'année religieuse.
3. Les juifs comptaient les années de règne des rois étrangers selon le calendrier civil juif.
4. Durant l'exil à Babylone, ils adoptèrent certains noms des mois bayloniens, un fait confirmé dans les livres post-exiliques de la Bible -- Esdras, Néhémie, Aggée, Zacharie et Esther. Les variantes hébreux comprenaient : Nissan pour Nissanu, Sivan pour Simanu, Eloul pour Ululu, Kislev pour Kislimu, Shevat pour Shabatu et Adar pour Addaru[10].

Dans plusieurs papyri d'Éléphantine, les mois du calendrier juif et du calendrier égyptien sont inscrits côte à côte. Le calendrier juif était luni-solaire alors que le calendrier égyptien était solaire. Cette information permit à Siegfried Horn et aux chronologistes bibliques d'établir que la première année de règne du roi perse Artaxerxès Ier démarra en automne -464 d'après le calendrier civil juif (et non au printemps -464). Par conséquent, le groupe de juifs dirigé par Esdras quitta la Babylonie au printemps de -457, au mois hébreu de Nissan et arriva à Jérusalem au cours de l'été de la même année :
Esdras 7:7-9 -- « La septième année du règne d'Ataxerxès, un certain nombre d'Israélites : des prêtres et des lévites, des musiciens, des portiers et des desservants du Temple partirent pour Jérusalem. Esdras vint avec eux à Jérusalem au cinquième mois de la septième année du règne de l'empereur. Il avait fixé le départ de Babylone au premier jour du premier mois et il arriva à Jérusalem le premier jour du cinquième mois grâce à la protection bienveillante de Dieu. »
Le « premier mois » et le « cinquième mois » désignent ici les mois numérotés 1 et 5 du calendrier religieux juif.

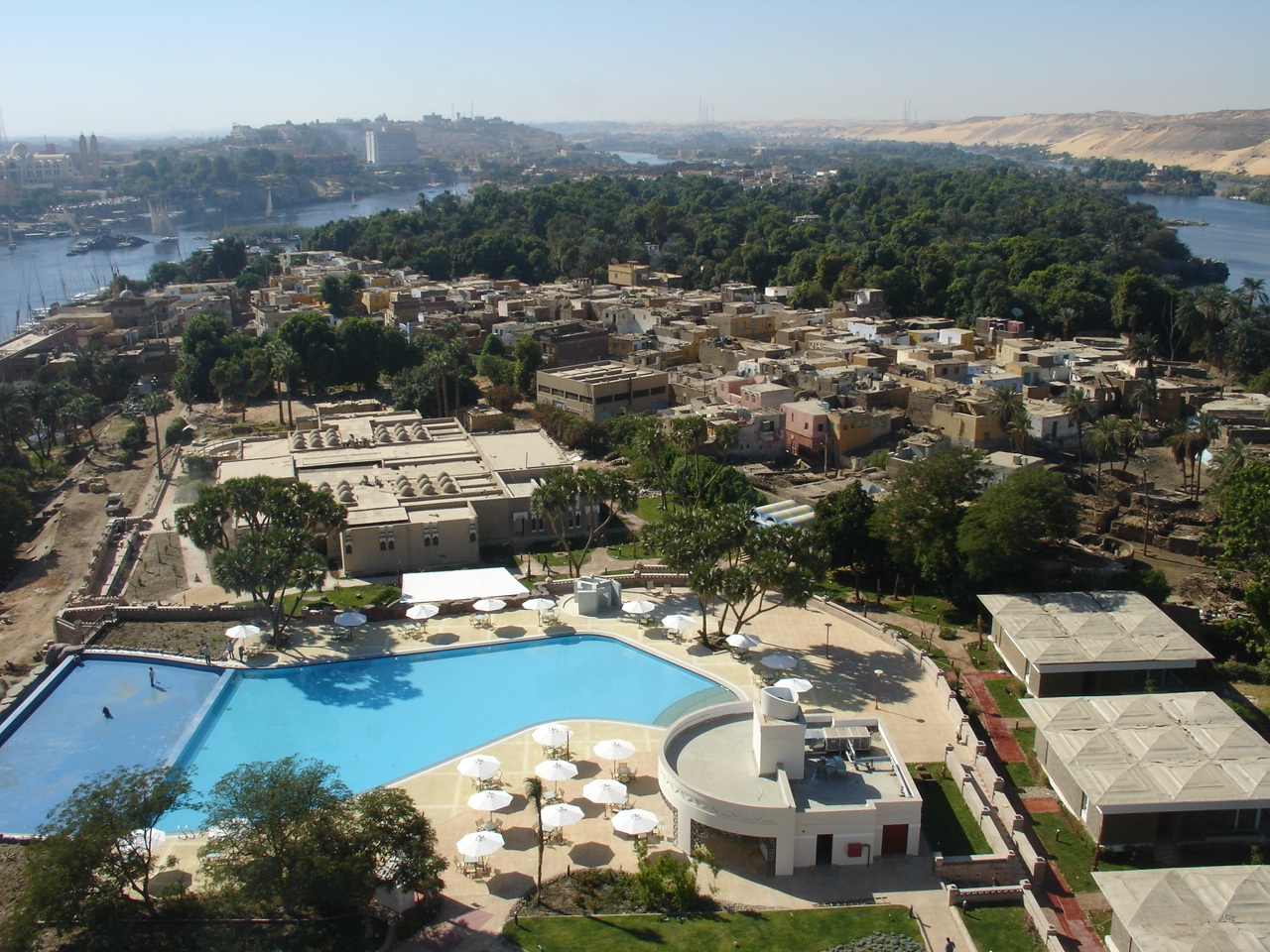
L'île d'Éléphantine aujourd'hui

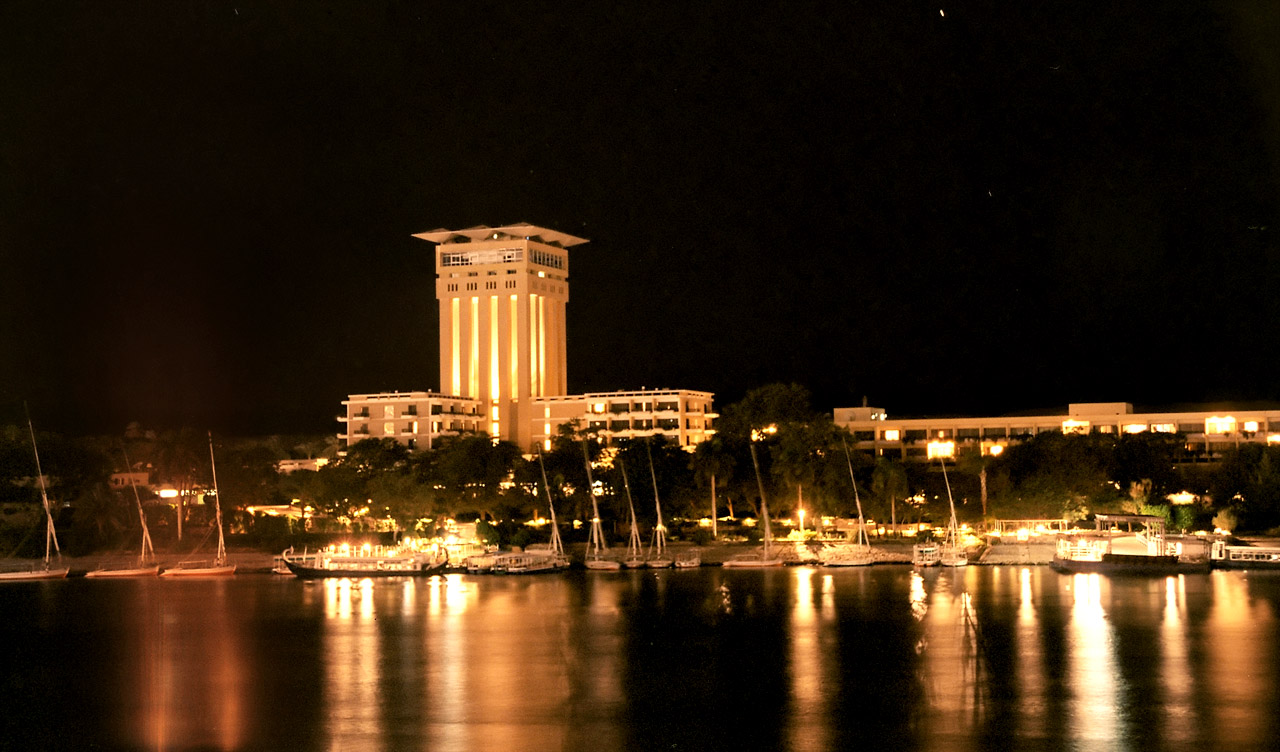
Vue nocturne d'Assouan, faisant face à l'île d'Éléphantine

#### Le calendrier religieux juif
| Numéro | Mois hébreux | Mois babyloniens | Mois modernes     | Dates                         |
| ------ | ------------ | ---------------- | ----------------- | ----------------------------- |
| 1      | Nissan       | NIsanu           | Mars-Avril        | 1er mois de -457              |
| 2      | Iyar         | Ayaru            | Avril-mai         |                               |
| 3      | Sivane       | Simanu           | Mai-juin          |                               |
| 4      | Tamouz       | Du'uzu           | Juin-juillet      |                               |
| 5      | Av           | Abu              | Juillet-Août      | 5e mois de -457               |
| 6      | Eloul        | Ululu            | Août-septembre    |                               |
| 7      | Tichri       | Tashritu         | Septembre-Octobre | 7e mois : jour des expiations |
| 8      | ’Hèchvane    | Arach-Samna      | Octobre-novembre  |                               |
| 9      | Kislev       | Kislimu          | Novembre-décembre |                               |
| 10     | Téveth       | Tebetu           | Décembre-janvier  |                               |
| 11     | Chevat       | Shabatu          | Janvier-février   |                               |
| 12     | Adar         | Adaru            | Février-mars      |                               |

### Prophéties de Daniel 8-9
Selon Siegfried Horn, les papyri d'Éléphantine confirment que le décret d'Atarxerxès Ier, autorisant les Juifs à retourner à Jérusalem (Esdras 7:11-26), fut promulgué au printemps -457. Or les adventistes du septième jour enseignent que ce décret est le point de départ de deux prophéties bibliques : 
1. Les 70 semaines prophétiques de Daniel 9:24-27 (ou 490 jours prophétiques[12], soit 490 années), qui aboutissent à 34, l'année de la lapidation d'Étienne, le premier martyr chrétien (Actes 7:54-60).
2. Les 2300 jours prophétiques de Daniel 8:14 (soit 2300 années), qui s'achèvent en 1844, le point de départ de l'instruction du jugement dans le sanctuaire céleste. Selon cette doctrine, les 2300 jours prophétiques s'achèvent au septième mois de l'année religieuse juive, mois de la fête juive du Yom Kippour, " le jour du jugement ", une illustration de la procédure d'effacement des péchés du peuple de Dieu durant le jugement qui précède le retour du Christ (Daniel 7:9-14).

Lévitique 16:29 -- « Ce sera pour vous une règle en vigueur à perpétuité : le dixième jour du septième mois vous vous humilierez et vous ne ferez aucun travail ce jour-là - aussi bien les autochtones que les étrangers résidant au milieu de vous. Car en jour là, on accomplira le rite d'expiation pour vous afin de vous purifier de toutes vos fautes ; ainsi, vous serez purs devant l'Éternel. »
Traditionnellement, les adventistes ont pensé que le décret d'Atarxerxès Ier fut établi en automne -457. À l'appui des évidences bibliques et archéologiques, la recherche de Siegfried Horn suggéra plutôt qu'il fut signé au printemps de cette année-là. Cependant, l'archéologue se cantonna à la recherche et à la divulgation des faits historiques, laissant le soin aux théologiens des confessions chrétiennes de réfléchir aux implications des découvertes archéologiques.